# 1848 في المملكة المتحدة
فيما يلي قوائم الأحداث التي وقعت خلال عام 1848 في المملكة المتحدة.

## ظهور
- 1 يناير – نزيل قاعة ويلدفيل رواية من تأليف آن برونته.

## كتب
من الكتب التي صدرت هذه السنة في المملكة المتحدة:
- 1 يناير – دومبي وابنه من تأليف تشارلز ديكنز.
- 1 يناير – مبادئ الاقتصاد السياسي من تأليف جون ستيوارت مل.
- 1 يناير – نزيل قاعة ويلدفيل من تأليف آن برونتي.

## مواليد

### يناير
- 1 يناير – إرنست جورج ميرس لاعب كرة مضرب من المملكة المتحدة.

### فبراير
- 27 فبراير – هوبرت باري لاعب كرة قدم إنجليزي.

### مارس
- 18 مارس – الأميرة لويز دوقة أرغيل

### مايو
- 10 مايو – توماس ليبتون
- 30 مايو – فاني كوري

### يونيو
- 14 يونيو – برنارد بوزانكيت فيلسوف من المملكة المتحدة.
- 22 يونيو – ويليام ماسيوين

### يوليو
- 18 يوليو – ويليام دبليو.جي. جريس
- 25 يوليو – آرثر جيمس بلفور

### سبتمبر
- 26 سبتمبر – هيلين ألينغهام

### أكتوبر
- 5 أكتوبر – جون جريفيث

### نوفمبر
- 5 نوفمبر – جيمس يتبريد لي جلايشر
- 25 نوفمبر – وليام فريدريك دينينغ عالم فلك من المملكة المتحدة.

### ديسمبر
- 29 ديسمبر – كلود كوندر

## وفيات

### فبراير
- 17 فبراير – جورج كامبل (مواليد 1769) سياسي أمريكي.

### مايو
- 11 مايو – توم كريب (مواليد 1781) ملاكم من المملكة المتحدة.
- 27 مايو – صوفيا أميرة المملكة المتحدة (مواليد 1777)

### أغسطس
- 12 أغسطس – جورج ستيفنسون (مواليد 1781)

### سبتمبر
- 22 سبتمبر – جيمس دنلوب (مواليد 1793) عالم فلك أسترالي.

### أكتوبر
- 7 أكتوبر – جورج هوارد (مواليد 1773) سياسي بريطاني.

### نوفمبر
- 13 نوفمبر – روبرت داروين (مواليد 1766) طبيب من المملكة المتحدة.
- 24 نوفمبر – وليام لامب (مواليد 1779)

### ديسمبر
- 19 ديسمبر – إيميلي برونتي (مواليد 1818)